# Pericallia picta
Pericallia picta là một loài bướm đêm thuộc phân họ Arctiinae, họ Erebidae.